# Bo Georgii-Hemming
Bo Georg Georgii-Hemming, född 8 april 1938 i Kungsholms församling i Stockholm, är en svensk natur- och litteraturvetare. 
Han är dotterson till hovrättsnotarien Fritz Georgii-Hemming, systerson till arkitekten Gösta Georgii-Hemming och kusin till musikvetaren Eva Georgii-Hemming. Efter studentexamen läste han vid Stockholms universitet.
Bo Georgii-Hemming är medförfattare till litteraturantologin Från 90-tal till 90-tal (1993). År 1997 blev han filosofie doktor då han vid Uppsala universitet disputerade på en avhandling om Walter Ljungquists författarskap.
Han var först gift med författaren Anna Bergenström (född 1940) och sedan med Ann Alice Marie Bergman (1939–1986).